# Championnat d'Équateur de football 1997
Navigation
Saison précédente Saison suivante
La saison 1997 du Championnat d'Équateur de football est la trente-neuvième édition du championnat de première division en Équateur.
Douze équipes prennent part à la Série A, la première division. Le championnat est scindé en deux tournois, Ouverture et Clôture. Le tournoi Ouverture voit les équipes réparties en deux poules, dont seul le premier se qualifie pour la Liguilla, la poule pour le titre. Le tournoi Clôture est disputé sous la forme d'une poule unique où toutes les équipes rencontrent deux fois leurs adversaires à domicile et à l'extérieur. Les deux premiers du classement obtiennent leur billet pour la Liguilla, qui est disputée par les six meilleures équipes au classement cumulé de la saison (dont les quatre pré-qualifiées). Les quatre derniers au classement cumulé jouent la poule de relégation.
C'est le Barcelona Sporting Club qui remporte la compétition après avoir terminé en tête de la Liguilla, à égalité de points et avec la même différence de buts que le Deportivo Quito. La différence s'est faite lors des confrontations particulières avec une véritable finale disputée lors de la dernière journée de Liguilla et une victoire de Barcelona 3-0 face au Deportivo, après un nul 2-2 à l'aller. C'est le 13e titre de champion d'Équateur de l'histoire du club.

## Les clubs participants
| - Sociedad Deportiva Aucas - Club Deportivo Quevedo - Promu de Série B - Barcelona Sporting Club - Deportivo Quito - Club Sport Emelec - Club Deportivo El Nacional | - Calvi Machala - Promu de Série B - CDT Universitario - LDU Quito - Deportivo Cuenca - Centro Deportivo Olmedo - Club Deportivo Espoli |

## Compétition

### Tournoi Ouverture

#### Groupe 1
| Rang | Équipe                       | Pts | J  | G | N | P | Bp | Bc | Diff |
| ---- | ---------------------------- | --- | -- | - | - | - | -- | -- | ---- |
| 1    | Barcelona Sporting Club      | 20  | 10 | 6 | 2 | 2 | 17 | 8  | +9   |
| 2    | Club Deportivo El Nacional T | 18  | 10 | 5 | 3 | 2 | 21 | 11 | +10  |
| 3    | Sociedad Deportiva Aucas     | 18  | 10 | 6 | 0 | 4 | 16 | 11 | +5   |
| 4    | Deportivo Cuenca             | 16  | 10 | 4 | 4 | 2 | 13 | 13 | 0    |
| 5    | CDT Universitario            | 10  | 10 | 2 | 4 | 4 | 12 | 16 | -4   |
| 6    | Calvi Machala P              | 1   | 10 | 0 | 1 | 9 | 9  | 29 | -20  |

|  | Qualification pour la Liguilla           |
|  | T : Tenant du titre P : Promu de Série B |

#### Groupe 2
| Rang | Équipe                  | Pts | J  | G | N | P | Bp | Bc | Diff |
| ---- | ----------------------- | --- | -- | - | - | - | -- | -- | ---- |
| 1    | LDU Quito               | 21  | 10 | 6 | 3 | 1 | 23 | 10 | +13  |
| 2    | Centro Deportivo Olmedo | 20  | 10 | 6 | 2 | 2 | 11 | 8  | +3   |
| 3    | Club Sport Emelec       | 18  | 10 | 5 | 3 | 2 | 20 | 11 | +9   |
| 4    | Club Deportivo Espoli   | 10  | 10 | 2 | 4 | 4 | 9  | 15 | -6   |
| 5    | Deportivo Quito         | 6   | 10 | 1 | 3 | 6 | 10 | 17 | -7   |
| 6    | Deportivo Quevedo P     | 5   | 10 | 0 | 5 | 5 | 6  | 18 | -12  |

|  | Qualification pour la Liguilla |
|  | P : Promu de Série B           |

### Tournoi Clôture
| Rang | Équipe                       | Pts | J  | G  | N | P  | Bp | Bc | Diff |
| ---- | ---------------------------- | --- | -- | -- | - | -- | -- | -- | ---- |
| 1    | Barcelona Sporting Club      | 47  | 22 | 14 | 5 | 3  | 45 | 20 | +25  |
| 2    | Deportivo Quito              | 42  | 22 | 11 | 9 | 2  | 38 | 15 | +23  |
| 3    | LDU Quito                    | 42  | 22 | 12 | 6 | 4  | 39 | 19 | +20  |
| 4    | Club Sport Emelec            | 42  | 22 | 13 | 3 | 6  | 42 | 30 | +12  |
| 5    | Deportivo Cuenca             | 32  | 22 | 9  | 5 | 8  | 30 | 32 | -2   |
| 6    | Club Deportivo El Nacional T | 31  | 22 | 9  | 4 | 9  | 35 | 26 | +9   |
| 7    | CDT Universitario            | 30  | 22 | 8  | 6 | 8  | 26 | 27 | -1   |
| 8    | Sociedad Deportiva Aucas     | 30  | 22 | 9  | 3 | 10 | 29 | 32 | -3   |
| 9    | Club Deportivo Espoli        | 28  | 22 | 8  | 4 | 10 | 35 | 39 | -4   |
| 10   | Calvi Machala P              | 24  | 22 | 7  | 3 | 12 | 35 | 40 | -5   |
| 11   | Centro Deportivo Olmedo      | 17  | 22 | 4  | 5 | 13 | 26 | 47 | -21  |
| 12   | Deportivo Quevedo P          | 3   | 22 | 0  | 3 | 19 | 9  | 62 | -53  |

|  | Qualification pour la Liguilla |
|  | P : Promu de Série B           |

### Phases finales

#### Classement cumulé
Le classement cumulé des résultats des deux tournois permet d'attribuer les places supplémentaires en Liguilla et de désigner les quatre équipes qui prennent part à la poule de relégation.
| Rang | Équipe                       | Pts | J  | G  | N  | P  | Bp | Bc | Diff |
| ---- | ---------------------------- | --- | -- | -- | -- | -- | -- | -- | ---- |
| 1    | Barcelona Sporting Club      | 67  | 32 | 20 | 7  | 5  | 62 | 28 | +34  |
| 2    | LDU Quito                    | 63  | 32 | 18 | 9  | 5  | 62 | 29 | +33  |
| 3    | Club Sport Emelec            | 60  | 32 | 18 | 6  | 8  | 62 | 41 | +21  |
| 4    | Club Deportivo El Nacional T | 49  | 32 | 14 | 7  | 11 | 56 | 37 | +19  |
| 5    | Deportivo Quito              | 48  | 32 | 12 | 12 | 8  | 48 | 32 | +16  |
| 6    | Sociedad Deportiva Aucas     | 48  | 32 | 15 | 3  | 14 | 45 | 43 | +2   |
| 7    | Deportivo Cuenca             | 48  | 32 | 13 | 9  | 10 | 43 | 45 | -2   |
| 8    | CDT Universitario            | 40  | 32 | 10 | 10 | 12 | 38 | 43 | -5   |
| 9    | Club Deportivo Espoli        | 38  | 32 | 10 | 8  | 14 | 44 | 54 | -10  |
| 10   | Centro Deportivo Olmedo      | 37  | 32 | 10 | 7  | 15 | 37 | 55 | -18  |
| 11   | Calvi Machala P              | 25  | 32 | 7  | 4  | 21 | 44 | 69 | -25  |
| 12   | Deportivo Quevedo P          | 8   | 32 | 0  | 8  | 24 | 15 | 80 | -65  |

|  | Qualification acquise pour la Liguilla par le biais des tournois |
|  | Qualification acquise pour la Liguilla par les points            |
|  | Participation à la poule de relégation                           |
|  | T : Tenant du titre P : Promu de Série B                         |

#### Hexagonal Final
Les deux premiers du tournoi Ouverture reçoivent un bonus d'un point, les deux premiers du tournoi Clôture ont un bonus respectif de deux et un points.
| Rang | Équipe                       | Pts | J  | G | N | P | Bp | Bc | Diff |
| ---- | ---------------------------- | --- | -- | - | - | - | -- | -- | ---- |
| 1    | Barcelona Sporting Club +3   | 19  | 10 | 4 | 4 | 2 | 21 | 15 | +6   |
| 2    | Deportivo Quito +1           | 19  | 10 | 5 | 3 | 2 | 16 | 10 | +6   |
| 3    | Club Sport Emelec            | 15  | 10 | 4 | 3 | 3 | 18 | 18 | 0    |
| 4    | LDU Quito +1                 | 14  | 10 | 3 | 4 | 3 | 15 | 17 | -2   |
| 5    | Club Deportivo El Nacional T | 11  | 10 | 3 | 2 | 5 | 17 | 17 | 0    |
| 6    | Sociedad Deportiva Aucas     | 7   | 10 | 1 | 4 | 5 | 9  | 19 | -10  |

|  | Qualification pour la Copa Libertadores 1998 |
|  | Qualification pour la Copa CONMEBOL 1998     |
|  | T : Tenant du titre                          |

#### Poule de relégation
| Rang | Équipe                  | Pts | J | G | N | P | Bp | Bc | Diff |
| ---- | ----------------------- | --- | - | - | - | - | -- | -- | ---- |
| 1    | Centro Deportivo Olmedo | 13  | 6 | 4 | 1 | 1 | 12 | 5  | +7   |
| 2    | Club Deportivo Espoli   | 11  | 6 | 3 | 2 | 1 | 9  | 5  | +4   |
| 3    | Deportivo Quevedo       | 5   | 5 | 1 | 2 | 2 | 3  | 6  | -3   |
| 4    | Calvi Machala           | 1   | 5 | 0 | 1 | 4 | 3  | 11 | -8   |

|  | Relégation directe en Série B |
|  | P : Promu de Série B          |

- La rencontre entre le Deportivo Quevedo et Calvi Machala n'a jamais été disputée.

## Bilan de la saison
| Championnat d'Équateur de football 1997 |                                     |
| Champion                                | Barcelona Sporting Club (13e titre) |
| Qualifications continentales            |                                     |
| Copa Libertadores 1998                  | Barcelona Sporting Club             |
| Copa Libertadores 1998                  | Deportivo Quito                     |
| Copa CONMEBOL 1998                      | LDU Quito                           |
| Promotions et relégations               |                                     |
| Promus en Série A                       | Panamá Sporting Club                |
| Promus en Série A                       | Club Deportivo Delfín               |
| Relégués en Série B                     | Deportivo Quevedo                   |
| Relégués en Série B                     | Calvi Machala                       |